# Spitzgroschen

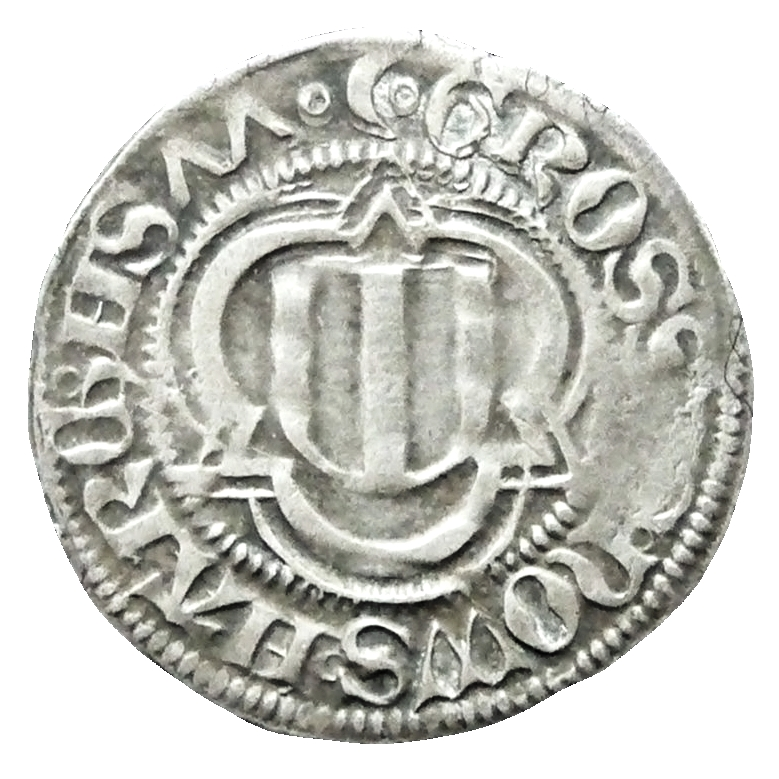
Rückseite mit dem typischen Spitzdreipass auf allen Groschen

Spitzgroschen ist die volkstümliche Bezeichnung für einen sächsischen Silbergroschen, der unter Kurfürst Ernst (1464/85–1486), 
seinem Bruder Herzog Albrecht dem Beherzten (1464/85–1500) und ihrem Onkel Herzog Wilhelm III. dem Tapferen (1445–1482) 1475 bis 1482 auf Grund der Münzordnung vom 28. Dezember 1474 geschlagen wurde, um das Misstrauen der Bevölkerung gegen den aus legiertem Silber bestehenden gleichwertigen Horngroschen zu zerstreuen. Im Kurfürstentum Sachsen unter Kurfürst Moritz (1541–1547–1553) und unter Kurfürst August (1553–1586) erfolgten von 1547 bis 1553 Nachprägungen.

## Herkunft der unterschiedlichen Namen
Silbergroschen ist die offizielle historische Bezeichnung für diese Münze, weil sie im Unterschied zu den vorher umlaufenden minderwertigen Groschen mit einer Silberlegierung von 5 bis 8 Lot, aus fast reinem Silber zu 15¼ Lot = 953,125 ‰ geprägt wurde. Die Originalbezeichnung in historischen Dokumenten lautet:
- in einer Freiberger Urkunde von 1478: „silberin groschen der besten silberin muntze“
- in der Münzverordnung 1482: „unser hauptmuntze der silberen groschen“
- bei einer Münzprobe in Würzburg 1496: „Schneberger silberlein gröschlein“

Für die Bezeichnung dieses Silbergroschens wurden weitere Namen verwendet:
- Weil das Gepräge einem mit Spitzen verzierten Dreipass zeigte, wurde dieser Groschen volkstümlich Spitzgroschen genannt. Dieser Name wird bis heute zur Unterscheidung von anderen Groschenmünzen der Groschenwährung verwendet.
- Die Bezeichnung als Schneeberger resultiert daraus, dass das Silber für die Prägung dieser Groschen überwiegend aus den Schneeberger Silbergruben stammte.[3]
- In der genannten Freiberger Urkunde von 1478 wird der Spitzgroschen auch kurz silberschogk genannt. Im Münzwesen war der alte Schock der Inbegriff für 20 und 20 Spitzgroschen erreichten den Wert eines rheinischen Goldguldens.[4] Mit dem Namen Silberschock sollte der hohe Wert dieser Münze verdeutlicht werden.[5]
- Die Bezeichnung Fünfzerlein (Fünfzehnerlein)[6] und im Jahre 1558 als Achtzerlein (Achtzehnerlein) entstand, als der Spitzgroschen 15 und später 18 Pfennige galt.[3]

## Währungsgeschichte
Während ihrer Regentschaft der sächsischen Fürsten spielten die rheinischen und ungarischen Goldgulden eine bedeutende Rolle.
Kurfürst Friedrich II. der Sanftmütige ließ zum ersten Mal in der sächsischen Münzgeschichte eigene Goldgulden schlagen. Sie wurden von 1454 bis 1461 im Wert eines neuen rheinischen Guldens geprägt. Die Münzbilder wurden in Varianten bei sämtlichen Goldgulden der sächsischen Groschenzeit beibehalten. Hauptquelle des Reichtums der sächsischen Fürsten waren jedoch besonders in der zweiten Hälfte des 15. Jahrhunderts die reichen Silbervorkommen im Bergbau in den erzgebirgischen Gruben. Der Grund für die Goldmünzung war hauptsächlich der sich auf Leipzig konzentrierende internationale Handelsverkehr.
Andererseits strebten die Münzherren immer wieder danach, den silbernen Groschen als Hauptwährung für den Geldverkehr zu erhalten. Durch den fortlaufenden Versuch, ein festes Wertverhältnis zwischen Goldgulden und Silbergroschen herzustellen, funktionierten Gold- und Silbermünzen fast wie eine Doppelwährung. Nur der Groschen sollte ein Guter Groschen sein, von denen 20 Stück den Wert eines rheinischen Goldguldens hatten. Dieses Ziel wurde nur vorübergehend erreicht, jedoch nicht dauerhaft gesichert. Der Münzfuß der Groschenwährung veränderte sich von 1464 bis 1500 insgesamt siebenmal und war damit als Hauptwährung untauglich.
Mit der ersten gemeinsamen Münzreform vom 4. April 1465 in Leipzig wurde die bestehende Trennung in gute Groschen (Oberwähr) und minderwertige Groschen (Beiwähr) abgeschafft. Mit dem Horngroschen = 9 Pfennige = 18 Heller entstand eine neue Währung. Die alten Schwertgroschen galten als halbe Horngroschen = 9 Heller. 20 Horngroschen galten einem rheinischen Goldgulden.
Der Horngroschen wurde aus Silber zu 8 Lot = 500 ‰ ausgeprägt und stießen dadurch auf das Misstrauen der Bevölkerung gegenüber legiertem Silbermünzen. Selbst die Bergleute waren nicht mehr bereit, diese Silbermünzen zur Bezahlung zu akzeptieren und verlangten Goldmünzen oder exportierten das Silber. Das Silber wurde knapp. Außerdem stieg der Goldpreis. Ab 14. Juni 1470 wurden alle Münzprägungen eingestellt. Minderwertige Münzen strömten wieder nach Sachsen und Thüringen. Horngroschen wurden eingeschmolzen.
Mit der Münzordnung vom 28. Dezember 1474 fand durch die Einführung einer neuen Münze, dem Silbergroschen aus 15¼ Lot = 953,125 ‰ Silber, dem Verzicht auf einem hohen Schlagschatz (anfangs nur 1 Groschen je 561 geschlagener Silbergroschen) und unter Berücksichtigung eines hohen Goldpreises eine erfolgreiche Währungsreform statt. Unterstützung kam dadurch, dass die Silberausbeute in Schneeberg erheblich anstieg und der Goldpreis anhaltend zu sinken begann. 20 Silbergroschen galten wieder einem rheinischen Goldgulden.
Weitere Münzordnungen führten zu Veränderungen bei der Ausprägung der Spitzgroschen:
| Jahr | Stück aus der Mark | Raugewicht | Lot | Feingehalt | Feingewicht | Münzordnung                              |
| ---- | ------------------ | ---------- | --- | ---------- | ----------- | ---------------------------------------- |
| 1475 | 140,25             | 1,678 g    | 15¼ | 953,125 ‰  | 1,600 g     | 28. Dezember 1474                        |
| 1475 | 140,00             | 1,681 g    | 15  | 937,500 ‰  | 1,576 g     | 24. September 1475                       |
| 1475 | 145,00             | 1,623 g    | 15  | 937,500 ‰  | 1,522 g     | 9. Dezember 1475                         |
| 1478 | 150,00             | 1,569 g    | 15  | 937,500 ‰  | 1,471 g     | wegen niedrigeren Goldgehalt des Guldens |
| 1480 | 154,50             | 1,524 g    | 15  | 937,500 ‰  | 1,428 g     | wegen niedrigeren Goldgehalt des Guldens |

1. ↑  Die Stückzahlen beziehen sich auf die Erfurter Mark zu 235,4011 g.

Die Münzordnung vom 13. Januar 1482 erhöhte den Wert des Spitzgroschens auf 12 Pfennige = 24 Heller. Ab 1491 galten 21 Silbergroschen einem rheinischen Goldgulden.
Nach den sehr hohen Stückzahlen von etwa 8,7 Millionen Stück war eine weitere Ausprägung der Spitzgroschen nicht mehr vorgesehen. Sie blieben jedoch bis zum Beginn der Zinsgroschenprägung 1496 Hauptwährungsmünze und waren wegen des hohen Feinsilbergehaltes sehr beliebt.
Außer dem Spitzgroschen wurden noch halbe Spitzgroschen, einseitige Pfennige (Gepräge hälftig aufgerichteter Löwe und Landsberger Schild) und Heller (Mohrenkopf) aus Silber geprägt.
Außerdem wurde der alte Schwertgroschen mit 2¼ Stück für 1 Spitzgroschen als Zahlungsmittel geduldet.

## Gemeinsame Prägung des Spitzgroschen 1475–1482
Die gemeinsamen Prägungen von Kurfürst Ernst, Herzog Albrecht und Herzog Wilhelm III. begannen 1475 in der wieder eröffneten Münzstätte Zwickau unter dem Münzmeister Conrad Funcke aus dem zunehmenden Silberaufkommen der Schneeberger Gruben. Die Ausgabe erfolgte ab 25. Januar 1476.
Auf Grund der hohen Nachfrage eröffnete der Kurfürst 1475 weitere Münzstätten.
Das Gepräge der Spitzgroschen war grundsätzlich in allen Münzstätten gleich. Abweichungen gab es nur in den Umschriften.
- Vorderseite: innerhalb eines Stäbchenzierkreises ein einseitig leicht eingebogener Schild mit dem Stammwappen des Herzogtums Sachsen (Rautenkranzschild) und oben Münzzeichen danach Münzherrn und Titel als Umschrift
- Rückseite: innerhalb eines Stäbchenzierkreises Spitzdreipass mit dem halbrunden Wappenschild des Stammlandes der Wettiner, der Markgrafschaft Landsberg (Landsberger Pfahlschild) und oben Münzzeichen danach Münzbezeichnung und Jahreszahl als Umschrift
- Münze mit Rändelung, Kante glatt, Durchmesser etwa 21 mm

Die Münzstätte Zwickau prägte aus 22.914 Mark Silber etwa 3,5 Millionen Spitzgroschen. Davon stammen etwa 2,43 Millionen Stück vom Münzmeister Heinz Passeck von April 1477 bis Herbst 1478.
In der Münzstätte Leipzig wurden aus 25.767 Mark Silber fast 4 Millionen Spitzgroschen bis 19. April 1477 geprägt. Mit dem Ausscheiden des Münzmeisters Conrad Funke wurde die Münzstätte wieder geschlossen.
Die Münzstätte Freiberg prägte aus 6.037 Mark Silber etwa 0,9 Millionen Spitzgroschen.
| Münzstätte | Jahr laut Gepräge   | Münzmeister                  | Münzmeisterzeichen                                    |
| ---------- | ------------------- | ---------------------------- | ----------------------------------------------------- |
| Freiberg   | 1475, 1477 und 1478 | Hans Arnold                  | langschenkeliges Kreuz                                |
| Leipzig    | 1475                | Conrad Funke bis 19.04.1477  | sechsstrahliger Stern                                 |
| Zwickau    | 1475, 1477          | Conrad Funke bis 19.04.1477  | Halbmond zwischen zwei Ringel                         |
| Zwickau    | 1477                | Heinz Passeck ab 19.04.1477  | Mzz. von Funke benutzt: Halbmond zwischen zwei Ringel |
| Zwickau    | 1478                | Augustin Horn ab Herbst 1478 | Kleeblatt                                             |

Die letzte Ausprägung von 630 Mark Silber für etwa 103.000 Silbergroschen stammt aus dem ersten Quartal 1482 in der Münzstätte Zwickau. Es sind dafür alte Stempel aus 1478 mit dem Münzzeichen Kleeblatt verwendet wurden.
Beschreibung der abgebildeten Spitzgroschen:
- Spitzgroschen 1477 Münzstätte Zwickau Münzmeister Conrad Funcke oder Heinz Passeck:
  - Vorderseite: Münzzeichen Halbmond zwischen zwei Ringen danach Münzherren und Titel als Umschrift  E◦W◦A◦D◦G◦DVCS◦SX◦TÜ◦L◦HA◦HIS
  - Rückseite: Münzzeichen Halbmond zwischen zwei Ringen danach Münzbezeichnung als Umschrift  GROSSVS◦NOVVS◦HARCH◦HSɅɅ
  - Soll-Gewicht: 1,623 g  Ist-Gewicht: 1,70 g  Durchmesser: 20,33-20,85 mm  Dicke: 0,71 mm

- Spitzgroschen 1478 Münzstätte Zwickau Münzmeister Augustin Horn:
  - Vorderseite: Münzzeichen Kleeblatt danach Münzherren und Titel als Umschrift  E◦W◦A◦D◦G◦DVCS◦SX◦TÜ◦L◦HA◦HS
  - Rückseite: Münzzeichen Halbmond zwischen zwei Ringen danach Münzbezeichnung als Umschrift  GROSSVS◦NOVVS◦HARCH◦HSɅ8
  - Soll-Gewicht: 1,569-1,623 g  Ist-Gewicht: 1,67 g  Durchmesser: 21,58-22,20 mm  Dicke: 0,73 mm

Erläuterungen zur Umschrift:
- E◦W◦A = Ernestus, Wilhelmus, Albertus
- D◦G◦DVCS◦SX = Dei gratia Duces Saxoniae = Von Gottes Gnaden Herzöge von Sachsen
- TÜ◦L = Thuringiae landgravii = Landgraf von Thüringen
- HA◦HIS oder HA◦HS = Marchiones Misnenses = Markgraf von Meißen
- GROSSVS◦NOVVS◦HARCH◦HS = Grossus novus Marchionum Misnensium = Neuer Groschen der Markgrafen von Meißen (Legendenzeichen H wurde für den Buchstaben M verwendet)
- ɅɅ = 77 bzw. Ʌ8 = 78 (Legendenzeichen Ʌ steht für die Zahl 7 und 7 steht für die Zahl 5)

## Prägung eines halben Spitzgroschens
Mit der gemeinsamen Münzordnung vom 24. September 1475 wurde wieder die Ausprägung kleiner Münznominale angeordnet. Dazu gehörte auch der halbe Spitzgroschen:
| Jahr | Stück aus der Mark | Raugewicht | Lot            | Feingehalt | Feingewicht | Münzordnung        |
| ---- | ------------------ | ---------- | -------------- | ---------- | ----------- | ------------------ |
| 1475 | 101,00             | 2,331 g    | 5 Lot 4,5 Grän | 328,125 ‰  | 0,765 g     | 24. September 1475 |
| 1475 | 105,00             | 2,242 g    | 5 Lot 4,5 Grän | 328,125 ‰  | 0,736 g     | 9. Dezember 1475   |

Unterschiede zum ganzen Spitzgroschen:
- der Spitzdreipass befand sich auf der Vorderseite und umfasste das Stammwappen des Herzogtums Sachsen (Rautenkranzschild)
- die Rückseite enthielt einen großen, halbrunden Wappenschild mit dem aufgerichteten Löwen
- ein um etwa 0,6 g größeres Gewicht
- Durchmesser etwa 25 mm, um etwa 4 mm größer.

Die gemeinsame Prägung des halben Spitzgroschen erfolgte 1475 in den Münzstätten Freiberg, Leipzig, Colditz und Gotha sowie 1478 in Zwickau.
Weil sich mit der Münzordnung vom 13. Januar 1482 der Wert des Spitzgroschens auf 12 Pfennige erhöhte, wurden gemäß Verordnung vom 13. Juli 1482 zur Vermeidung einer Münzverwirrung die halben Spitzgroschen und auch die Pfennige und Heller eingezogen, um neues Kleingeld mit neuem Gepräge ausgeben zu können. Statt des halben Spitzgroschens gab es halbe Schwertgroschen mit nur 312,5 ‰ Silbergehalt (Gepräge mit Kurschild im Dreipass) zum halben Wert des Spitzgroschens. Durch diese Änderung sollte das hohe Ansehen des Spitzgroschens/Silbergroschens als eine Münze mit hohem Feingehalt geschützt werden.

## Prägung gemeinsam mit und allein durch Kurfürstin Margaretha
Margaretha von Österreich, die Gemahlin von Kurfürst Friedrich II., erhielt am 21. September 1463 von ihrem Bruder Kaisers Friedrich III. das Münzrecht. Der Kurfürst hatte bereits 1456 gestattet, dass sie eine eigene Münzstätte in Colditz errichten kann. Es musste jedoch nach dem gleichen Schrot und Korn wie in Freiberg und Leipzig ausgemünzt werden.
Die Münzstätte Colditz prägte aus 1.908 Mark Silber etwa 0,3 Millionen Spitzgroschen.
Folgende Prägungen gab es gemeinsam von Kurfürst Ernst, Herzog Albrecht, Herzog Wilhelm III. und Kurfürstin Margaretha:
| Münzstätte | Jahr laut Gepräge | Münzmeister                         | Münzmeisterzeichen              | Nominal                       |
| ---------- | ----------------- | ----------------------------------- | ------------------------------- | ----------------------------- |
| Colditz    | 1475              | Peter Schwabe                       | Doppelkreuz nur auf Vorderseite | ganze und halbe Spitzgroschen |
| Colditz    | 1477              | Augustin Horn und Heinz Martersteck | Kleeblatt und halbe Rose        | ganze Spitzgroschen           |

Außerdem fanden alleinige Prägungen von Kurfürstin Margaretha statt:
| Münzstätte | Jahr laut Gepräge | Münzmeister   | Münzmeisterzeichen     | Nominal                       |
| ---------- | ----------------- | ------------- | ---------------------- | ----------------------------- |
| Colditz    | 1475              | Peter Schwabe | beidseitig Doppelkreuz | ganze und halbe Spitzgroschen |

## Nachprägung des Spitzgroschen 1547–1553
Auch im 16. Jahrhundert war der Spitzgroschen noch Zahlungsmittel.
Es gab Nachprägungen von etwa 2,67 Mio. Stück von 1547 bis 1553 unter Kurfürst Moritz in den Münzstätten Annaberg und Freiberg und Kurfürst August (Sachsen) in der Münzstätte Freiberg 1553 bis 1555.
Sie wurden mit dem Feingehalt der Guldengroschen von 14 Lot 8 Grän = 902,78 ‰ Silber geschlagen. Das Raugewicht betrug 1,72 g und damit das Feingewicht 1,553 g.
Sie hatten einen Wert von 15 Pfennige und ab der Münzordnung von 1558 von 18 Pfennige bzw. 1/16 Guldengroschen.